# Campeonato Sudamericano Femenino Sub-20 de 2010
El Campeonato Sudamericano Femenino Sub-20 de 2010 fue la cuarta edición de este torneo, disputado en Colombia entre el 3 y 17 de marzo de 2010. El campeonato se jugó en la ciudad de Bucaramanga, entre las selecciones nacionales femeninas sub-20 de todos los países cuyas federaciones están afiliadas a la Conmebol. Además, las selecciones sudamericanas que obtuvieron los primeros dos lugares consiguieron la clasificación a la Copa Mundial Femenina de Fútbol Sub-20 de 2010, a disputarse en Alemania.

## Sedes
El Campeonato se realizó íntegramente en la ciudad de Bucaramanga, en el Estadio Alfonso López, el cual cuenta con superficie sintética.
| Ciudad      | Estadio               | Aforo  |
| ----------- | --------------------- | ------ |
| Bucaramanga | Estadio Alfonso López | 28.000 |

## Equipos participantes
Participaron las diez selecciones nacionales de fútbol afiliadas a la Conmebol, divididas en dos grupos:
| Equipos participantes | Equipos participantes | Equipos participantes | Equipos participantes | Equipos participantes |
| --------------------- | --------------------- | --------------------- | --------------------- | --------------------- |
| Argentina             | Bolivia               | Brasil                | Chile                 | Colombia              |
| Ecuador               | Paraguay              | Perú                  | Uruguay               | Venezuela             |

### Árbitras
La lista de árbitras y asistentes es la siguiente:
| - Estela Álvarez de Olivera - María Eugenia Rocco - Shirley Cornejo - Marina Quiroga - Ana Karina Marques Alves | - Katiuscia Berger Mendonça - María Belén Carvajal - Loreto Andrea Toloza - Yeimy Lucero Martínez - Luz Amalia Ruiz Sánchez | - Juana del Rocío Delgado - Ruth Silva - Cynthia Franco - Nadia Weiler - Melany Giannina Bermejo | - Patricia Pérez - Gabriela Moreno - Gabriela Bandeira - Luciana Mascaraña - Yanina del Carmen Mujica |

## Resultados
- Los horarios corresponden a la hora de Colombia (UTC-5).

Leyenda: Pts: Puntos; PJ: Partidos jugados; PG: Partidos ganados; PE: Partidos empatados; PP: Partidos perdidos; GF: Goles a favor; GC: Goles en contra; Dif: Diferencia de goles.

### Grupo A
| Equipo    | Pts | PJ | PG | PE | PP | GF | GC | Dif |
| --------- | --- | -- | -- | -- | -- | -- | -- | --- |
| Colombia  | 12  | 4  | 4  | 0  | 0  | 8  | 2  | 6   |
| Chile     | 9   | 4  | 3  | 0  | 1  | 6  | 2  | 4   |
| Ecuador   | 6   | 4  | 2  | 0  | 2  | 4  | 4  | 0   |
| Argentina | 3   | 4  | 1  | 0  | 3  | 2  | 4  | -2  |
| Bolivia   | 0   | 4  | 0  | 0  | 4  | 0  | 8  | -8  |

| 3 de marzo de 2010, 18:00 | Argentina | 0:1 (0:1) | Chile      | Estadio Alfonso López, Bucaramanga            |                                               |
|                           |           |           | Zamora 30' | Árbitro(s): Ana Karina Marques Alves (Brasil) | Árbitro(s): Ana Karina Marques Alves (Brasil) |

| 3 de marzo de 2010, 20:00 | Colombia                    | 3:1 (1:1) | Ecuador   | Estadio Alfonso López, Bucaramanga         |                                            |
|                           | Rincón 6' 69' · Sánchez 75' |           | Ortíz 25' | Árbitro(s): Melany Giannina Bermejo (Perú) | Árbitro(s): Melany Giannina Bermejo (Perú) |

| 5 de marzo de 2010, 18:00 | Ecuador                | 2:0 (2:0) | Bolivia | Estadio Alfonso López, Bucaramanga               |                                                  |
|                           | Ferrín 19' · Ortíz 30' |           |         | Árbitro(s): Yanina del Carmen Mujica (Venezuela) | Árbitro(s): Yanina del Carmen Mujica (Venezuela) |

| 5 de marzo de 2010, 20:00 | Colombia                     | 2:1 (1:0) | Chile    | Estadio Alfonso López, Bucaramanga      |                                         |
|                           | Ariza 4' · Rincón 87' (pen.) |           | Moya 71' | Árbitro(s): Gabriela Bandeira (Uruguay) | Árbitro(s): Gabriela Bandeira (Uruguay) |

| 7 de marzo de 2010, 18:00 | Chile        | 1:0 (0:0) | Ecuador | Estadio Alfonso López, Bucaramanga    |                                       |
|                           | Espinoza 88' |           |         | Árbitro(s): Cynthia Franco (Paraguay) | Árbitro(s): Cynthia Franco (Paraguay) |

| 7 de marzo de 2010, 20:00 | Argentina        | 2:0 (0:0) | Bolivia | Estadio Alfonso López, Bucaramanga               |                                                  |
|                           | Soriano 65', 80' |           |         | Árbitro(s): Yanina del Carmen Mujica (Venezuela) | Árbitro(s): Yanina del Carmen Mujica (Venezuela) |

| 9 de marzo de 2010, 18:00 | Chile                                     | 3:0 (0:0) | Bolivia | Estadio Alfonso López, Bucaramanga         |                                            |
|                           | Maquiavello 62' · Araya 85' · Huenteo 90' |           |         | Árbitro(s): Melany Giannina Bermejo (Perú) | Árbitro(s): Melany Giannina Bermejo (Perú) |

| 9 de marzo de 2010, 20:00 | Colombia                | 2:0 (1:0) | Argentina | Estadio Alfonso López, Bucaramanga            |                                               |
|                           | Arias 10' · Sánchez 80' |           |           | Árbitro(s): Ana Karina Marques Alves (Brasil) | Árbitro(s): Ana Karina Marques Alves (Brasil) |

| 11 de marzo de 2010, 18:00 | Argentina | 0:1 (0:1) | Ecuador    | Estadio Alfonso López, Bucaramanga      |                                         |
|                            |           |           | Ferrin 16' | Árbitro(s): Gabriela Bandeira (Uruguay) | Árbitro(s): Gabriela Bandeira (Uruguay) |

| 11 de marzo de 2010, 20:00 | Colombia   | 1:0 (1:0) | Bolivia | Estadio Alfonso López, Bucaramanga    |                                       |
|                            | Aponte 22' |           |         | Árbitro(s): Cynthia Franco (Paraguay) | Árbitro(s): Cynthia Franco (Paraguay) |

### Grupo B
| Equipo    | Pts | PJ | PG | PE | PP | GF | GC | Dif |
| --------- | --- | -- | -- | -- | -- | -- | -- | --- |
| Brasil    | 12  | 4  | 4  | 0  | 0  | 20 | 2  | 18  |
| Paraguay  | 9   | 4  | 3  | 0  | 1  | 13 | 3  | 10  |
| Venezuela | 6   | 4  | 2  | 0  | 2  | 6  | 8  | -2  |
| Uruguay   | 3   | 4  | 1  | 0  | 3  | 4  | 15 | -11 |
| Perú      | 0   | 4  | 0  | 0  | 4  | 1  | 16 | -15 |

| 4 de marzo de 2010, 18:00 | Uruguay                   | 3:1 (1:1) | Perú         | Estadio Alfonso López, Bucaramanga            |                                               |
|                           | Churi 5' · Castro 48' 64' |           | Chirinos 12' | Árbitro(s): Juana del Rocío Delgado (Ecuador) | Árbitro(s): Juana del Rocío Delgado (Ecuador) |

| 4 de marzo de 2010, 20:00 | Brasil                                                         | 4:1 (2:0) | Venezuela   | Estadio Alfonso López, Bucaramanga           |                                              |
|                           | Carvalho 22' (pen.) · Texeira 25' · Oliveira 52' · Wiggers 65' |           | Zarabia 73' | Árbitro(s): Yeimy Lucero Martínez (Colombia) | Árbitro(s): Yeimy Lucero Martínez (Colombia) |

| 6 de marzo de 2010, 18:00 | Perú | 0:3 (0:2) | Venezuela                       | Estadio Alfonso López, Bucaramanga    |                                       |
|                           |      |           | Ulacio 14', 41' · Astudillo 73' | Árbitro(s): Shirley Cornejo (Bolivia) | Árbitro(s): Shirley Cornejo (Bolivia) |

| 6 de marzo de 2010, 20:00 | Uruguay | 0:5 (0:3) | Paraguay                                                                 | Estadio Alfonso López, Bucaramanga                 |                                                    |
|                           |         |           | Agüero 16' · Genes 30' · Rosano 39' (a.g.) · Villamayor 74' · Florez 90' | Árbitro(s): Estela Alvares de Oliveira (Argentina) | Árbitro(s): Estela Alvares de Oliveira (Argentina) |

| 8 de marzo de 2010, 18:00 | Perú | 0:4 (0:1) | Paraguay                                      | Estadio Alfonso López, Bucaramanga       |                                          |
|                           |      |           | Fleitas 40', 70' · Agüero 53' · Fernández 71' | Árbitro(s): María Belén Carvajal (Chile) | Árbitro(s): María Belén Carvajal (Chile) |

| 8 de marzo de 2010, 20:00 | Brasil                                                                 | 7:0 (2:0) | Uruguay | Estadio Alfonso López, Bucaramanga           |                                              |
|                           | Pereira 13', 54' · Alves 39' · De Oliveira 71', 78' · Santana 77', 89' |           |         | Árbitro(s): Yeimy Lucero Martínez (Colombia) | Árbitro(s): Yeimy Lucero Martínez (Colombia) |

| 10 de marzo de 2010, 18:00 | Paraguay                                    | 3:0 (1:0) | Venezuela | Estadio Alfonso López, Bucaramanga            |                                               |
|                            | Fernández 28' · Villamayor 52' · Aquino 87' |           |           | Árbitro(s): Juana del Rocío Delgado (Ecuador) | Árbitro(s): Juana del Rocío Delgado (Ecuador) |

| 10 de marzo de 2010, 20:00 | Brasil                                                                        | 6:0 (4:0) | Perú | Estadio Alfonso López, Bucaramanga    |                                       |
|                            | Wiggers 19', 42' · De Oliveira 20' · Pereira 38' · Barbosa 68' · De Souza 89' |           |      | Árbitro(s): Shirley Cornejo (Bolivia) | Árbitro(s): Shirley Cornejo (Bolivia) |

| 12 de marzo de 2010, 18:00 | Uruguay           | 1:2 (0:2) | Venezuela              | Estadio Alfonso López, Bucaramanga       |                                          |
|                            | Pion 90+3' (pen.) |           | Altuve 24' · Lanza 36' | Árbitro(s): María Belén Carvajal (Chile) | Árbitro(s): María Belén Carvajal (Chile) |

| 12 de marzo de 2010, 20:00 | Brasil                                       | 3:1 (3:0) | Paraguay           | Estadio Alfonso López, Bucaramanga                 |                                                    |
|                            | Santana 18' · De Oliveira 34' · Oliveira 44' |           | Vázquez 48' (pen.) | Árbitro(s): Estela Alvares de Oliveira (Argentina) | Árbitro(s): Estela Alvares de Oliveira (Argentina) |

### Fase final
|  | Semifinales | Semifinales |   |          | Final     | Final |  |
|  |             |             |   |          |           |       |  |
|  |             |             |   |          |           |       |  |
|  |             |             |   |          |           |       |  |
|  | Colombia    | 2           |   |          |           |       |  |
|  | Paraguay    | 1           |   |          |           |       |  |
|  |             |             |   |          |           |       |  |
|  |             |             |   |          |           |       |  |
|  |             |             |   |          | Colombia  | 0     |  |
|  |             | Brasil      | 2 |          |           |       |  |
|  |             |             |   |          |           |       |  |
|  |             |             |   |          |           |       |  |
|  |             |             |   |          | 3º puesto |       |  |
|  |             |             |   |          |           |       |  |
|  | Brasil      | 3           |   | Paraguay | 6         |       |  |
|  | Chile       | 1           |   |          | Chile     | 0     |  |

#### Semifinales
| 15 de marzo de 2010, 18:00 | Brasil                | 3:1 (2:1) | Chile            | Estadio Alfonso López, Bucaramanga                 |                                                    |
|                            | Santana 17', 35', 68' |           | Araya 18' (pen.) | Árbitro(s): Estela Alvares de Oliveira (Argentina) | Árbitro(s): Estela Alvares de Oliveira (Argentina) |

| 15 de marzo de 2010, 20:00 | Colombia                 | 2:1 (1:0) | Paraguay    | Estadio Alfonso López, Bucaramanga               |                                                  |
|                            | Sánchez 4' · Andrade 80' |           | Fleitas 70' | Árbitro(s): Yanina del Carmen Mujica (Venezuela) | Árbitro(s): Yanina del Carmen Mujica (Venezuela) |

#### Tercer lugar
| 17 de marzo de 2010, 18:00 | Chile | 0:6 (0:2) | Paraguay                                                           | Estadio Alfonso López, Bucaramanga                 |                                                    |
|                            |       |           | Vázquez 31' (pen.) · Fleitas 43', 46', 81' · Aquino 49' · Díaz 79' | Árbitro(s): Estela Alvares de Oliveira (Argentina) | Árbitro(s): Estela Alvares de Oliveira (Argentina) |

#### Final
| 17 de marzo de 2010, 20:00 | Colombia | 0:2 (0:1) | Brasil                     | Estadio Alfonso López, Bucaramanga    |                                       |
|                            |          |           | Oliveira 40' · Santana 84' | Árbitro(s): Shirley Cornejo (Bolivia) | Árbitro(s): Shirley Cornejo (Bolivia) |

## Estadísticas

### Tabla general de posiciones
A continuación se muestra la tabla general de posiciones:
| Pos. | Equipo    | Pts | PJ | PG | PE | PP | GF | GC | Dif. | Efect. |
| ---- | --------- | --- | -- | -- | -- | -- | -- | -- | ---- | ------ |
| 1    | Brasil    | 18  | 6  | 6  | 0  | 0  | 25 | 3  | +22  | 100%   |
| 2    | Colombia  | 15  | 6  | 5  | 0  | 1  | 10 | 5  | +5   | 83,33% |
| 3    | Paraguay  | 12  | 6  | 4  | 0  | 2  | 20 | 5  | +15  | 66,67% |
| 4    | Chile     | 9   | 6  | 3  | 0  | 3  | 7  | 11 | -4   | 50%    |
| 5    | Ecuador   | 6   | 4  | 2  | 0  | 2  | 4  | 4  | 0    | 50%    |
| 6    | Venezuela | 6   | 4  | 2  | 0  | 2  | 6  | 8  | -2   | 50%    |
| 7    | Argentina | 3   | 4  | 1  | 0  | 3  | 2  | 4  | -2   | 33,33% |
| 8    | Uruguay   | 3   | 4  | 1  | 0  | 3  | 4  | 15 | -11  | 33,33% |
| 9    | Bolivia   | 0   | 4  | 0  | 0  | 4  | 0  | 8  | -8   | 0%     |
| 10   | Perú      | 0   | 4  | 0  | 0  | 4  | 1  | 16 | -15  | 0%     |

## Clasificados aAlemania 2010
| Brasil | Colombia |
| ------ | -------- |